# Monumento dell'indipendenza
Pour les articles homonymes, voir Monument à l’Indépendance.
Le Monumento dell'Indipendenza (en français: Monument de l'Indépendance), également connu sous le Monumento ai Morti per la Patria, et appelé par les habitants sous le nom populaire de Teresona, est une sculpture en marbre situé dans le centre historique de Trévise, dans la place de l'Indépendance, à côté du "Palazzo dei Trecento" et du palais qui est devenu le siège de la Chambre de commerce.

## Description
La statue, œuvre de Luigi Borro, représente la personnification de la province de Trévise (et non pas de l'Italie contrairement à ce qui peut être cru), piétinant les chaînes de la domination des Habsbourg (l'empire d'Autriche qui contrôla la région à la suite de la cession du traité de Campo-Formio). Dans la main droite en tenant une lance à laquelle est attaché le drapeau tricolore, en italien, tandis que la main droite porte une couronne de laurier. L'ouvrage est dédié aux patriotes trévisans du Risorgimento, décédés en 1866, lors de la troisième guerre d'indépendance qui a conduit à l'unification de Trévise et de la région vénitienne avec le royaume d'Italie, scellé par le plébiscite de 1866 en Vénétie (it).
Le monument a une hauteur de 7,13 m jusqu'à la pointe de la lance. La colonne représente 3,30 m et la statue en marbre de Carrare a une taille de 3,83 m.
Sur la base, en pierre d'Istrie, l'inscription dans le bronze : « Ai morti per la Patria, la Provincia. MDCCCLXVI » (Les morts pour la Patrie, la Province. MDCCCLXVI).
L'œuvre allégorique a été inauguré le 20 septembre 1875 avec une cérémonie publique, à laquelle a également participé le poète Giosuè Carducci.